# Матяши (Зеньковский район)
Матяши (укр. Матяші) — село,
Удовиченковский сельский совет,
Зеньковский район,
Полтавская область,
Украина.
Население по переписи 2001 года составляло 75 человек.

## Географическое положение
Село Матяши находится на расстоянии в 1 км от сёл Удовиченки, Вороновщина (Гадячский район) и Гусарщина (Ахтырский район).
По селу протекает пересыхающий ручей с запрудой.
Рядом проходит автомобильная дорога Т-1705.

## История
Хутор был приписан к Вознесенской церкви в Удовиченках
Дата основания — 1815 год.
В 1859 году на хуторе Карпенковский было 5 дворов где проживало 45 человек (21 мужского и 24 женского пола)
Есть на карте 1869 года как Карпенки
В 1911 году на хуторе Матяшев проживало 141 человек (68 мужского и 73 женского пола), а на хуторе Карпенков — 6 (2 и 4)
Село образовано объединением хуторов Матяшев и Карпенков после 1912 года.